# 오늘 같은 오후엔 이세준입니다
《오늘 같은 오후엔 이세준입니다》는 대한민국의 방송국 한국방송공사의 라디오 채널 KBS 해피FM에서 2018년 10월 1일부터 2020년 8월 30일까지 2년간 매일 오후 2시부터 오후 4시까지 방송했던 라디오 프로그램이며, DJ는 유리상자의 멤버 이세준이다.

## DJ
- 이세준